# پشدبوش
پشدبوش (به لاتین: Przedbórz، تلفظ: [ˈpʂɛdbuʂ]) یک شهرک در لهستان است که در شهرستان رادومسکو واقع شده‌است.

## خصوصیات
پشدبوش ۶٫۱۳ کیلومترمربع مساحت و ۷٬۶۰۰ نفر جمعیت دارد.